# Giovanni Abath
Giovanni Abath, ook bekend onder zijn artiestennaam 7.1, de numerieke versie van zijn initialen (Willemstad, 23 januari 1974) is een Curaçaos acteur, theatermaker en beeldend kunstenaar.

## Leven en werk
Na zijn opleiding aan de LTS werkte Abath als plaat- en constructiewerker in de Isla-raffinaderij. Hier begon hij te experimenteren met afvalmaterialen. Omdat daar aanvankelijk weinig belangstelling voor was, ging hij acteren. Als acteur heeft hij meer dan 30 jaar ervaring in het theater en de film. Hij speelde onder meer in de film Tula: The Revolt uit 2013; in Buladó die een Gouden Kalf won voor beste film tijdens het Nederlands Film Festival in 2020 en de Nederlandse inzending was voor de categorie beste internationale film van de Academy Awards; en in de korte film La Dama Blanca met Doña Rina Penso van 2021. Sinds 2011 is hij artistiek leider van theatergezelschap Kara Productions.
Bij het honderdjarig bestaan van de raffinaderij in 2018, kreeg hij de gelegenheid een expositie van zijn werk in te richten. Omdat de materialen van de raffinaderij afkomstig waren, bleef zijn werk eigendom van het bedrijf. Pas bij de sluiting in 2020 mocht hij zijn werken meenemen en kon hij meedoen aan de Open Atelier Route in Curaçao.
Landelijke bekendheid kreeg hij door jaarlijks praalwagens voor het carnaval te ontwerpen en de feestverlichting tijdens de kerstperiode. Hij kreeg al snel andere opdrachten en werd goed ontvangen in de wereld van beeldende kunstenaars. In opdracht van de regering van Curaçao maakte hij in 2018 ter gelegenheid van de Dag van de Vlag het kunstwerk History in motion dat op het Brionplein in Otrobanda staat. Koning Willem Alexander en koningin Máxima woonden de ceremonie op 2 juli 2018 bij.
Zijn kunstwerk Man of Steel werd opgenomen in de kunstroute van Beeldentuin Blue Bay. Voor het Kaya kaya festival in Otrobanda maakte hij de werken Emancipate yourself from mental slavery, Konosé bo mes i lo bo konosé Universo (Ken jezelf en je kent het universum) en Flowers of the Sky. Het laatstgenoemde werk staat momenteel in Aruba.
Na een jarenlange restauratie van het verwaarloosde pand, opende hij in september 2023 zijn atelier en galerie 7.1 Experience in Landhuis Morgenster. De Light Bearer, een beeld van 7.1 meter hoog dat 's nachts verlicht wordt, wijst bezoekers de weg naar de galerie en twee uitvergrote versies van zijn schepping Little Man verwelkomen het bezoek bij de ingang.
Zijn beeldende werk behoort tot de mixed media. Hij maakt sculpturen, installaties en andere kunstwerken van ijzer, roestvast staal, piepschuim, hout en andere materialen. Zijn werk gaat over het leven, zijn land Curaçao, de natuur, geschiedenis en gevoelens.

## Selectie van werken

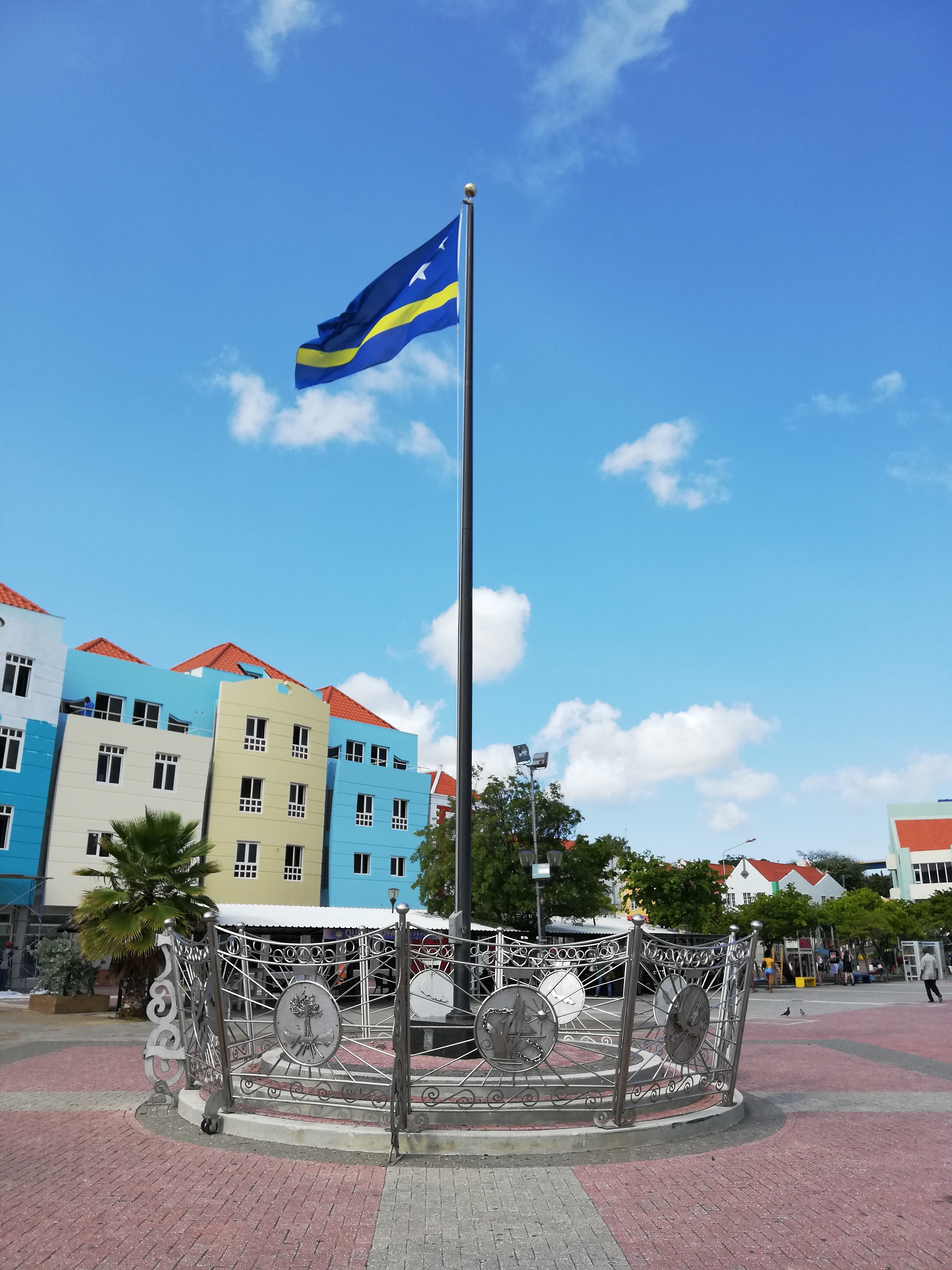
History in motion, Brionplein, Otrobanda
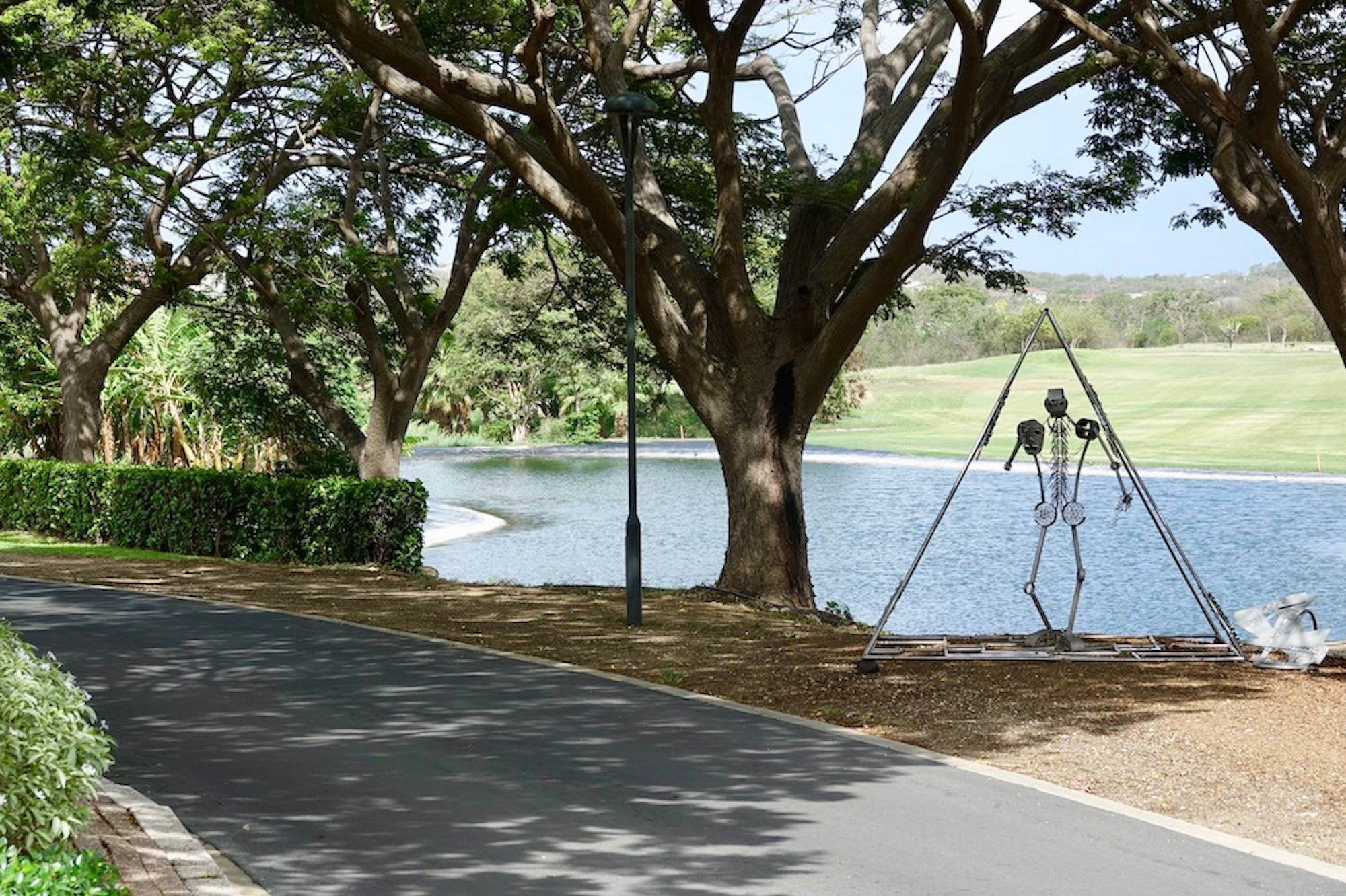
Man of Steel, Beeldentuin Blue Bay
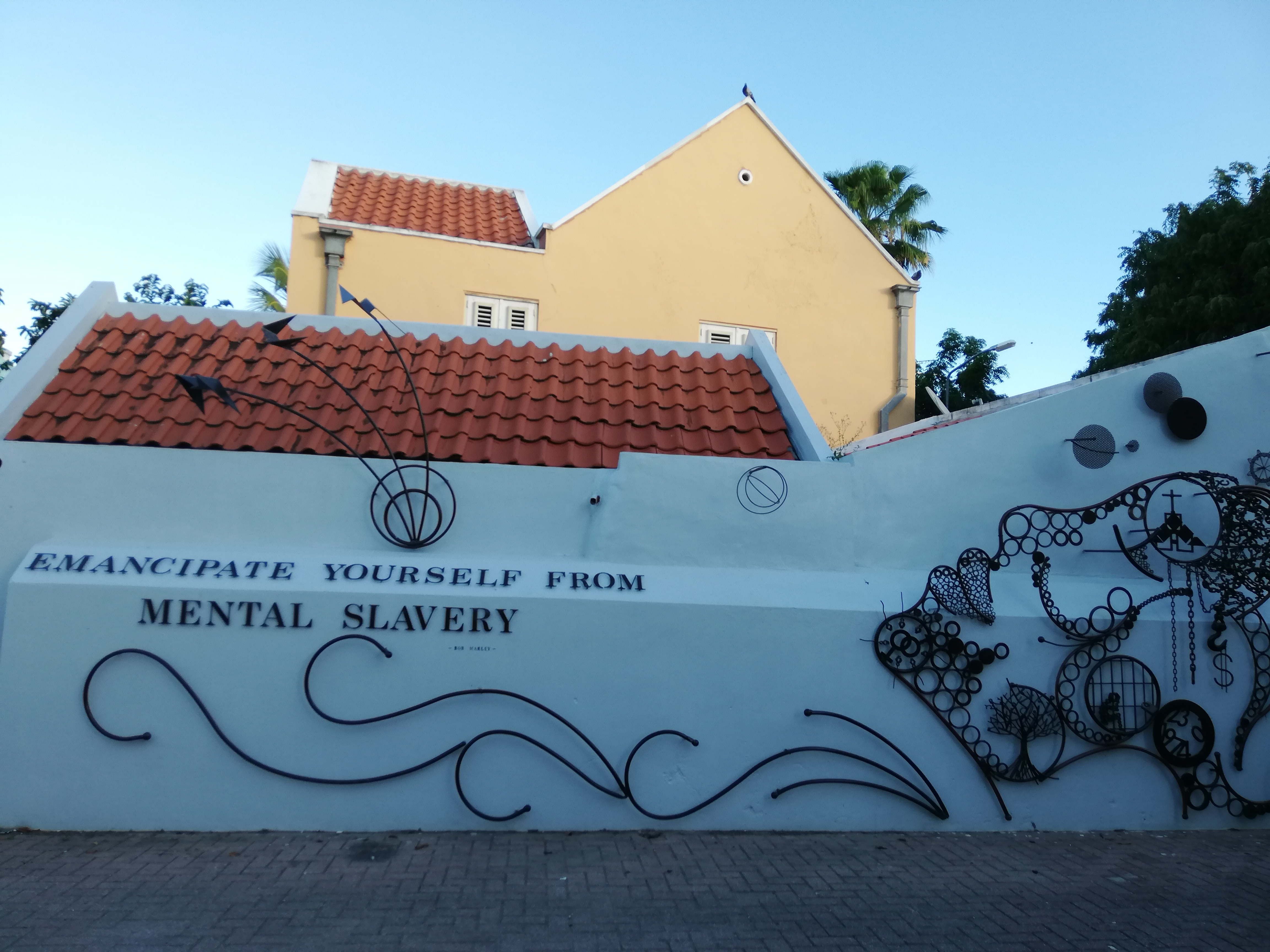
Emancipate yourself from mental slavery, Emmastraat, Otrobanda
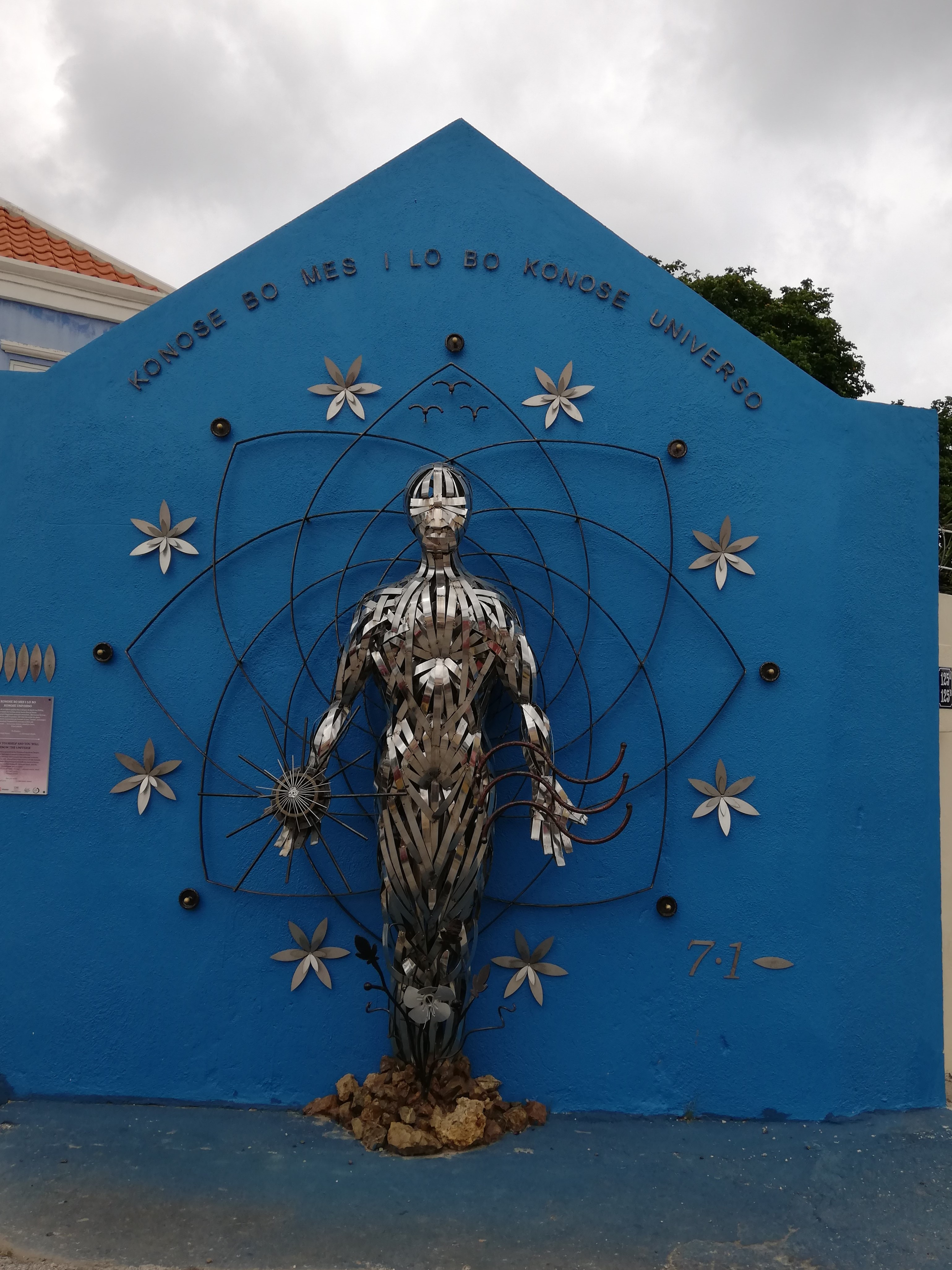
Konosé bo mes i lo bo konosé Universo, Frederikstraat, Otrobanda
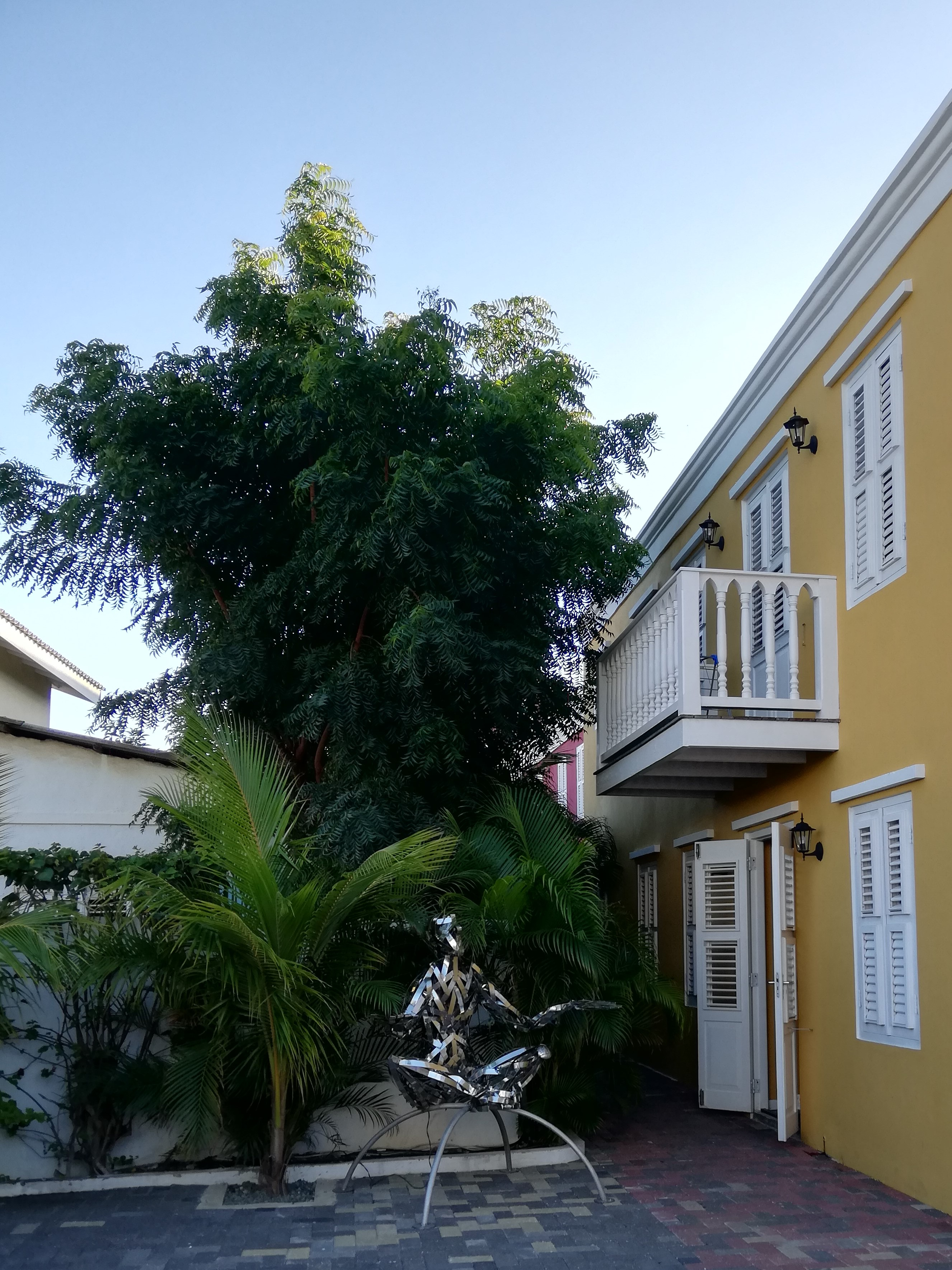
Beeld in Otrobanda
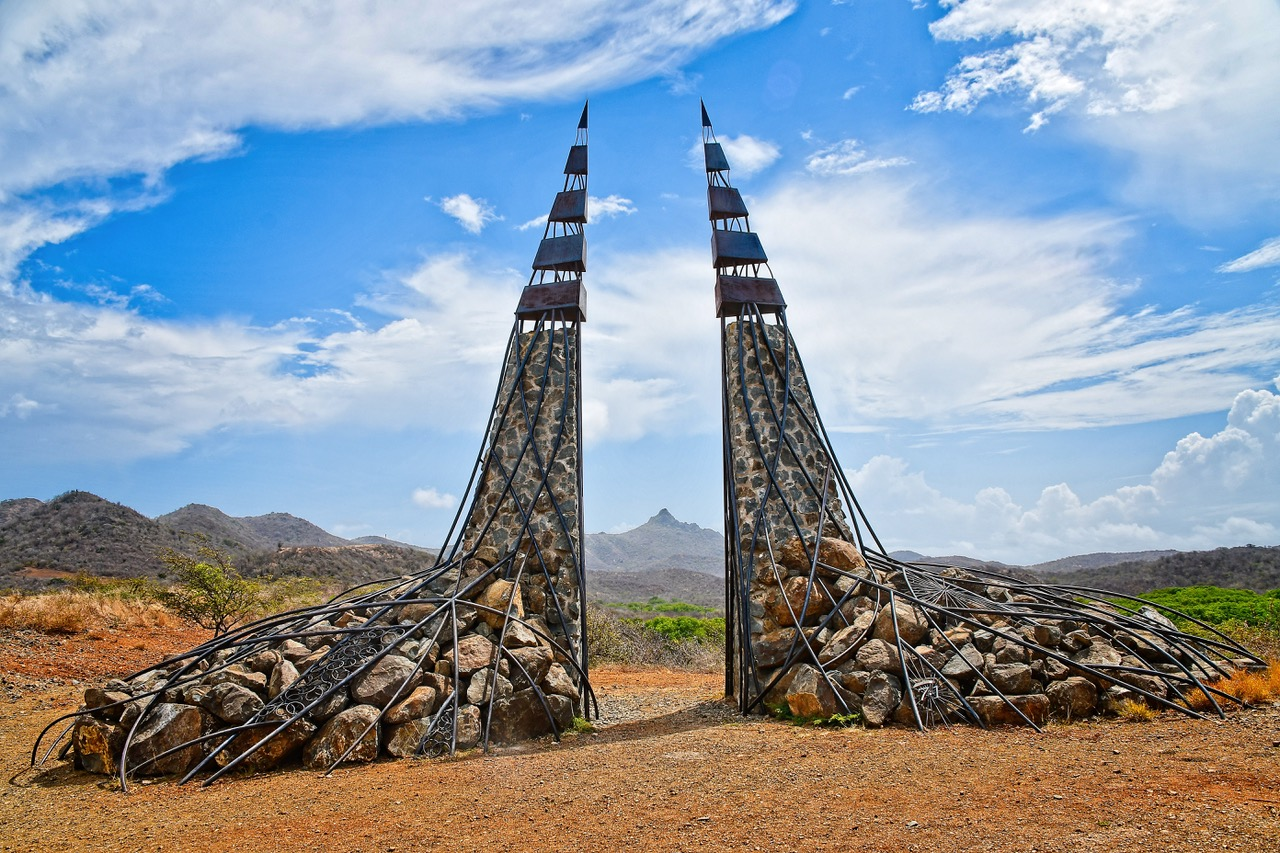
Hands of God, Hòfi Mango
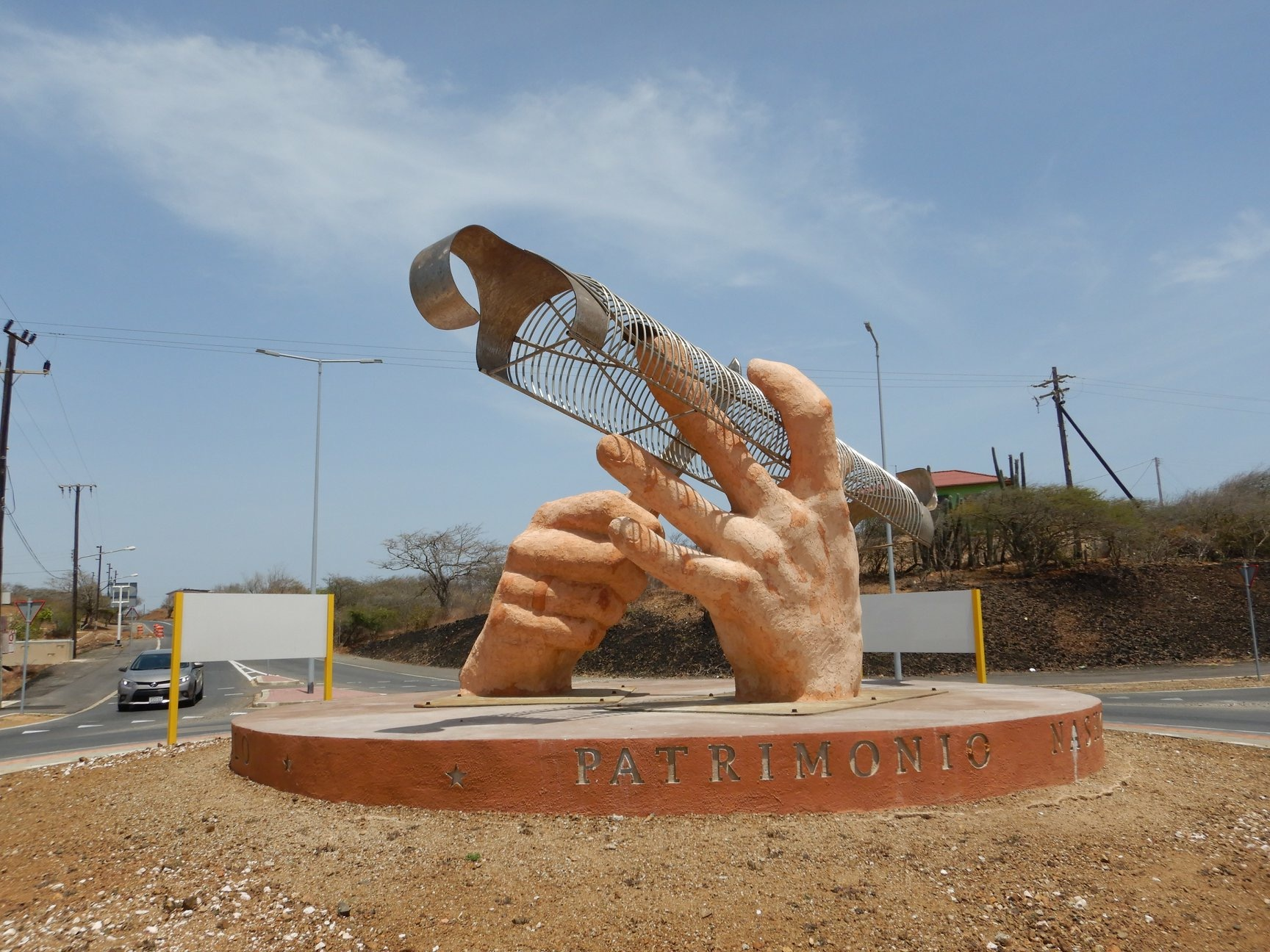
Patrimonio Nashonal di Pueblo
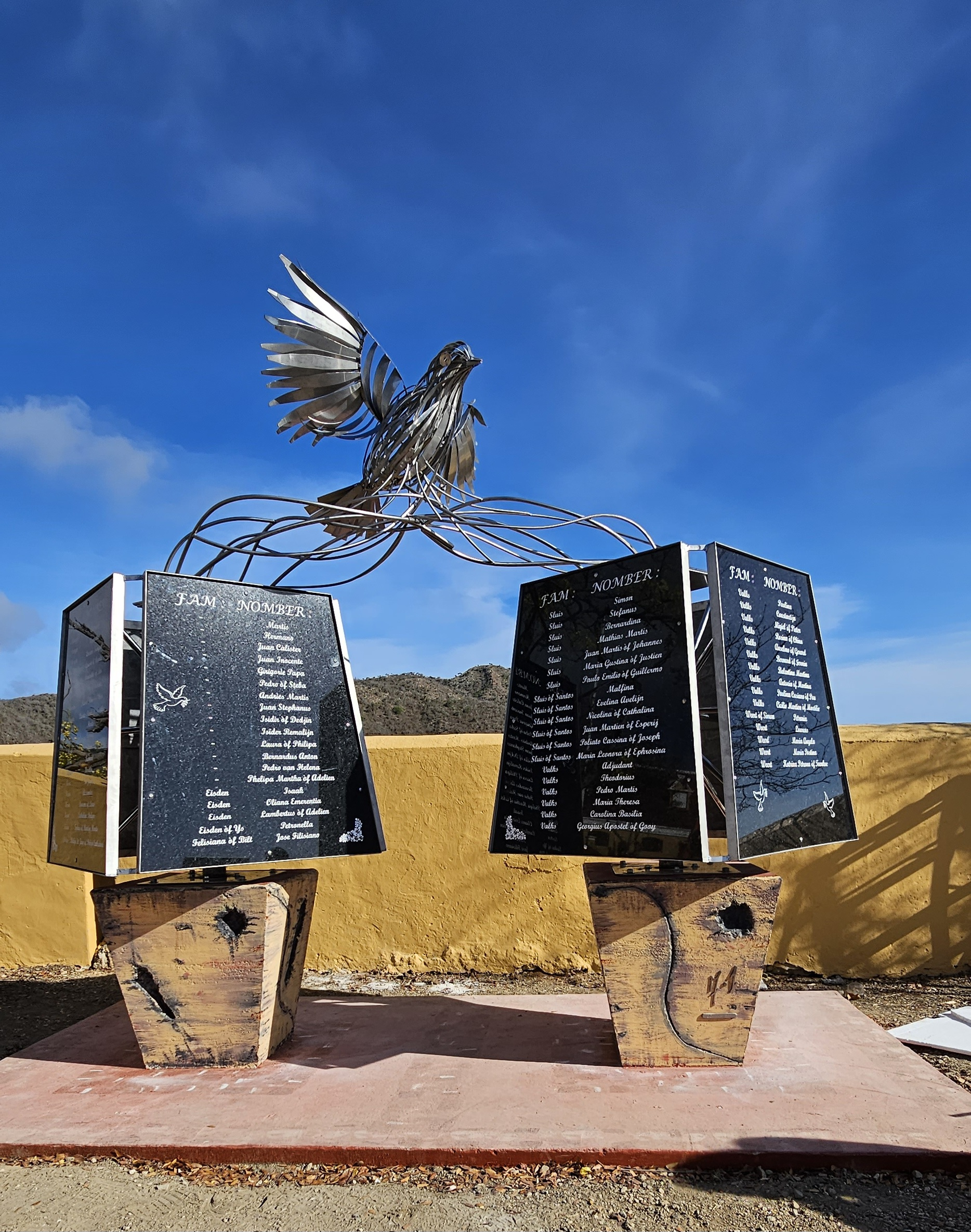
Libertat Galité, Tula Museum
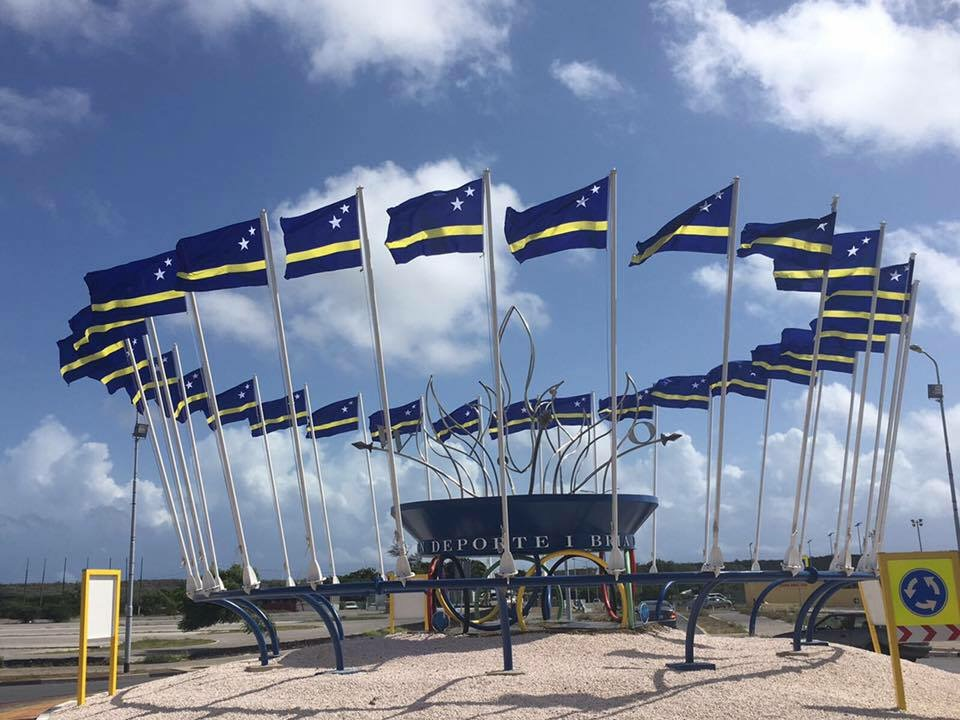
Beeld bij Stadion in Willemstad
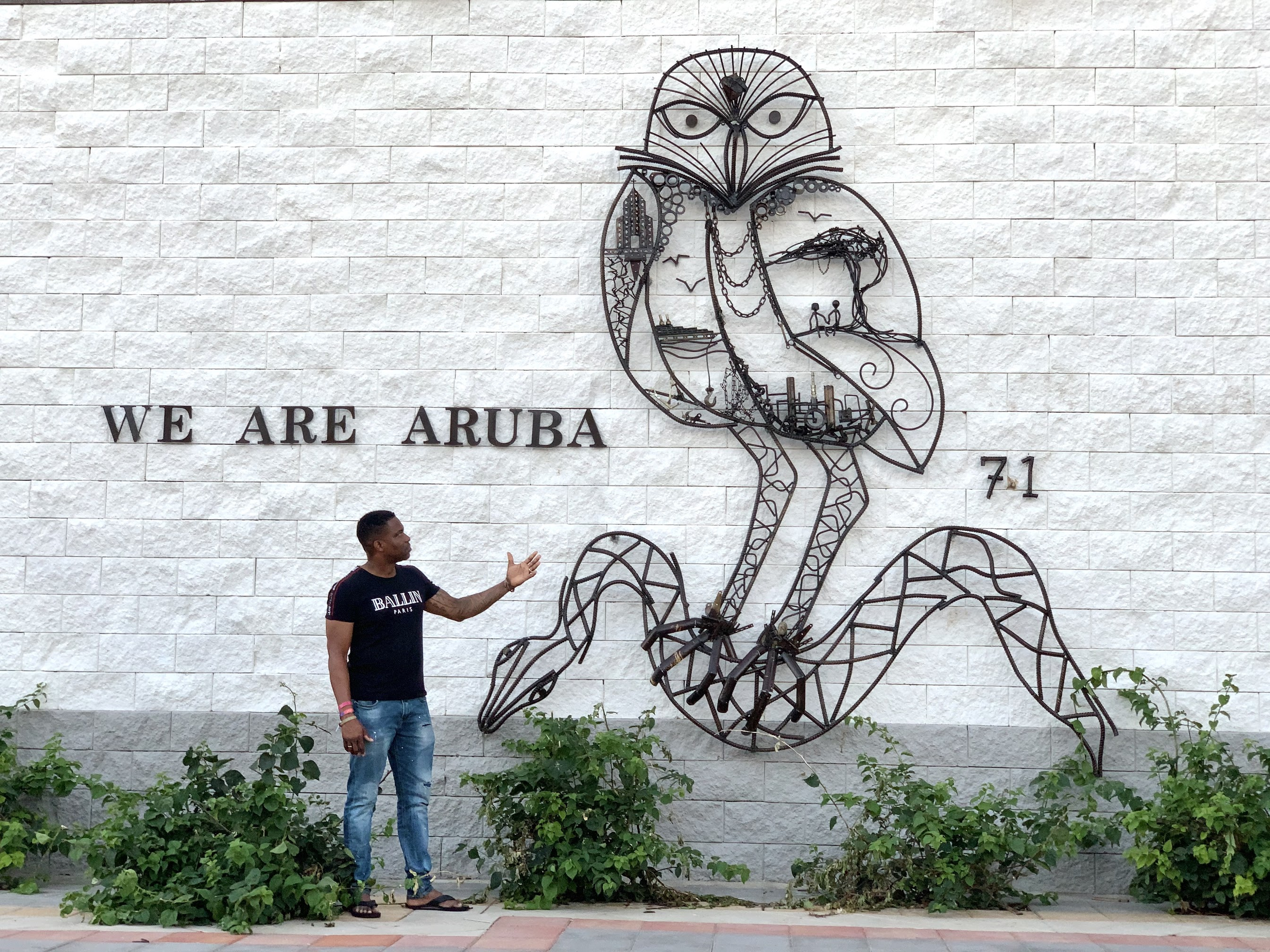
We are Aruba
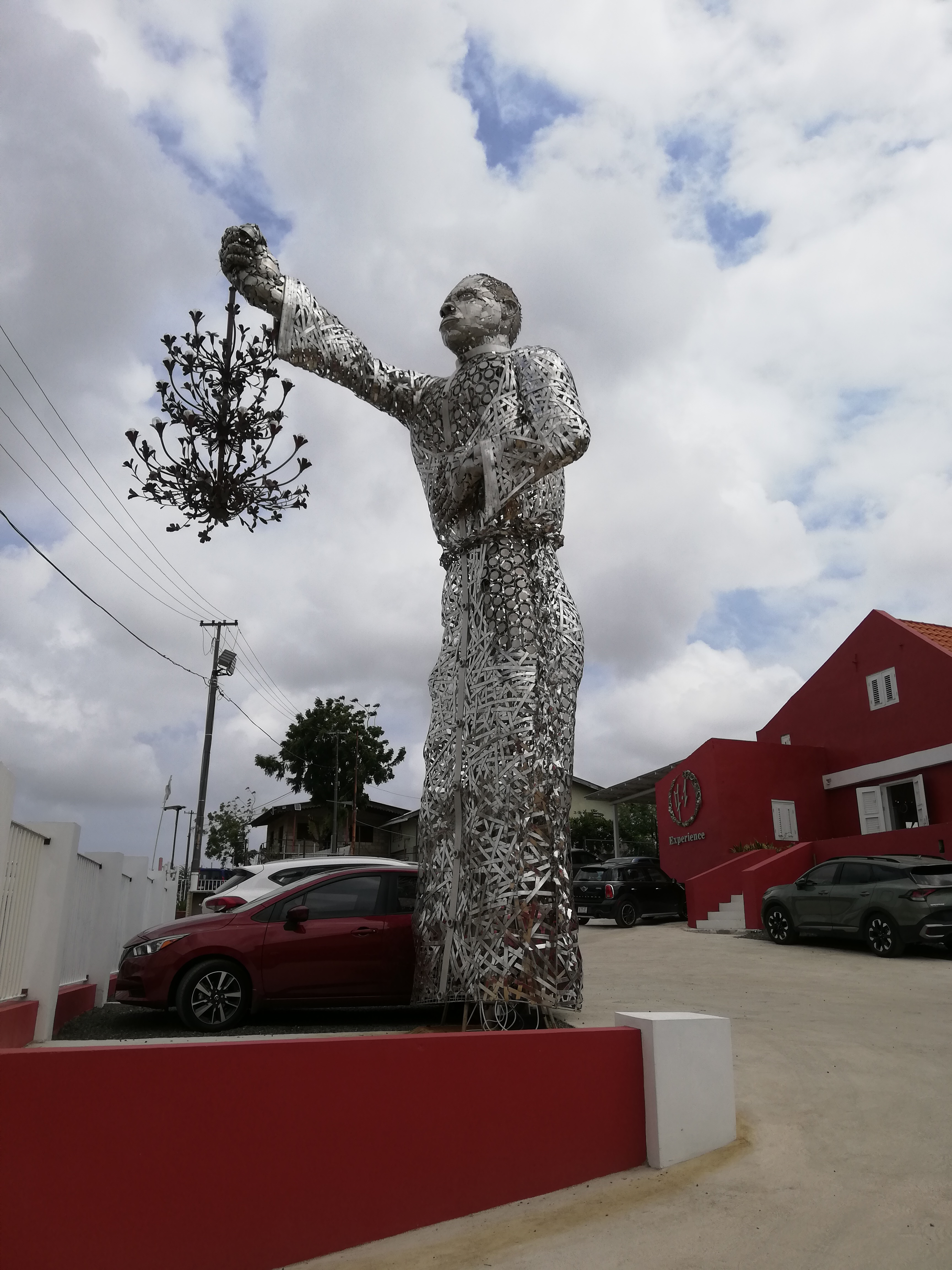
Light bearer bij Landhuis Morgenster
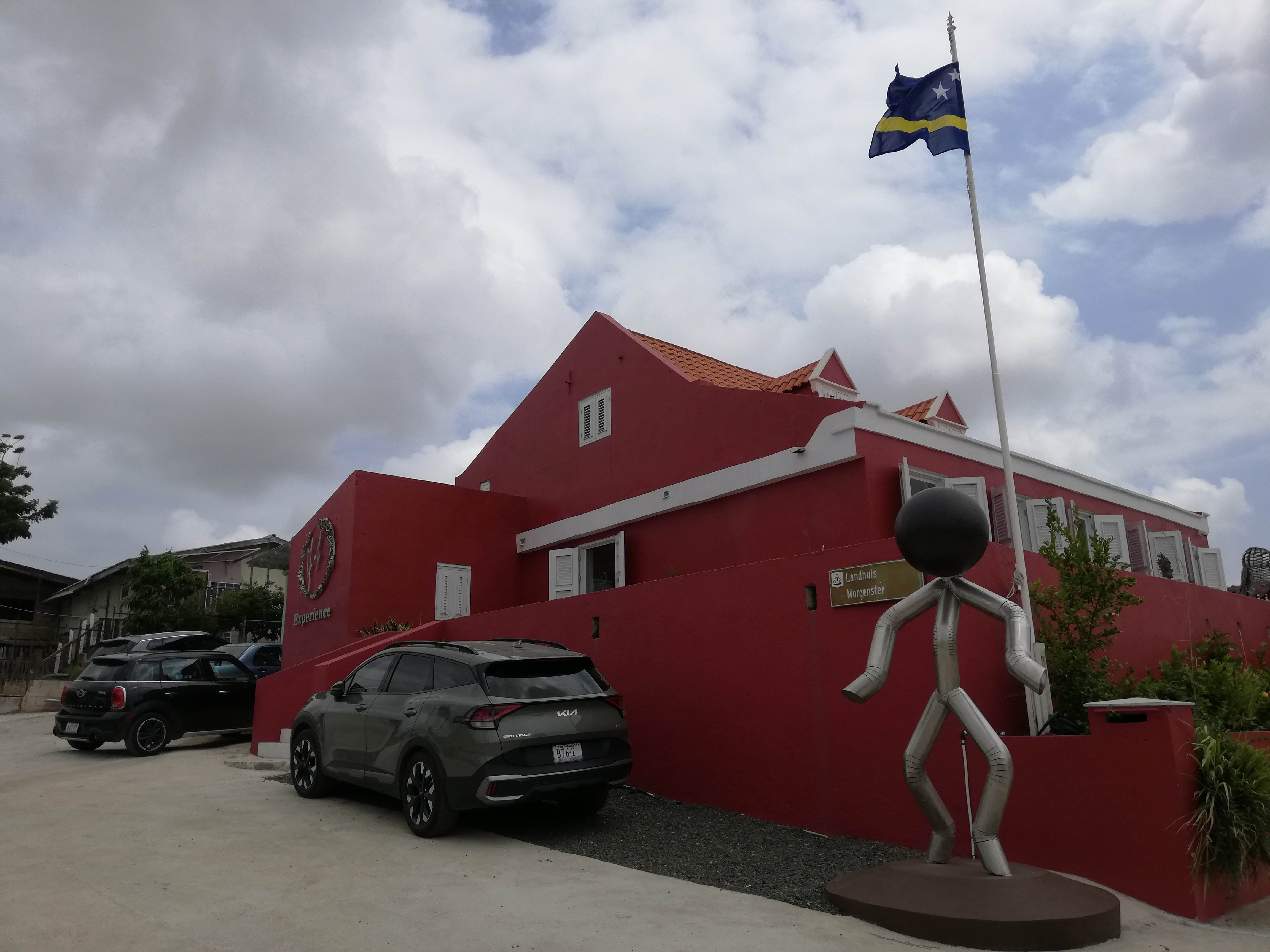
Little man bij Landhuis Morgenster